# Trasianka
Trasianka (biał. трасянка) – specyficzna mieszanina języka rosyjskiego i białoruskiego, a dokładniej – kontaminacja białoruskiej fonetyki i rosyjskiego słownictwa, a czasem także składni. Trasianka jest używana powszechnie na Białorusi, także przez prezydenta Alaksandra Łukaszenkę.

## Etymologia nazwy
Wcześniej zjawisko to było opisywane rozmaitymi terminami, na przykład „językowa hybryda”, „językowa chimera”, „mieszanina”, „łamanina”. W 1920 roku Vacłaŭ Łastoŭski użył słowa „čaŭnia” (być może od słowa „čaŭpści” – pleść bzdury, paplać). Przyjęła się jednak nazwa „trasianka”.
Etymologię słowa tłumaczy artykuł w czasopiśmie „Kruh” (4 kwietnia 1996): Termin „trasianka” pochodzi od nazwy karmy dla rogacizny, czyli krów. Kiedy gospodarzowi brakuje dobrego siana, dodaje słomę, starannie mieszając. Krowa nie zauważa oszustwa i zjada trasiankę. Prawda, mleka nie przybędzie. Tak samo Białorusini – swojej okropnej trasianki nie zauważają ani w domu, ani w autobusie, ani w parlamencie.

## Charakterystyka
„Gwałtowne zniewolenie jednych narodów przez drugie, masowe migracje, niepełnoprawne stosunki między różnymi etnosami tworzą historyczne tło, na jakim tworzą się pidżiny” – pisze Mark Djaczkow w książce „Języki kreolskie” (1987). Ale jak zaznacza białoruski językoznawca Hienadź Cychun:

nie ma całkowicie podstaw, aby utożsamiać trasiankę z pidżynami czy nawet językami kreolskimi, przede wszystkim dlatego, że tutaj chodzi o wzajemne wpływy bliskich genetycznie języków, podczas gdy w tworzeniu pidginów i języków kreolskich brały udział dalekie pod względem genetycznym i typologicznym języki. Trasiankę można określić jako język kreolizowany, albo dokładniej – kreolizowany wariant języka białoruskiego.

Większość badaczy uważa jej podstawę za białoruską.
Trasianka powstała jako środek komunikacji pomiędzy białoruskojęzyczną wsią a rosyjskojęzyczną administracją. Według H. Cychuna, znaczną rolę w upowszechnieniu trasianki odegrały stalinowskie represje w 20. i 30. latach, kiedy pod wpływem terroru białoruskojęzyczna część mieszkańców miast i miasteczek masowo przechodziła na język rosyjski. Migracja Białorusinów do miast rozszerzyła to zjawisko także w miastach, ale trasianka nie została głównym środkiem komunikacji, bo była postrzegana jako „niekulturalny język”.